# Rolandstraße 43 (Bonn)

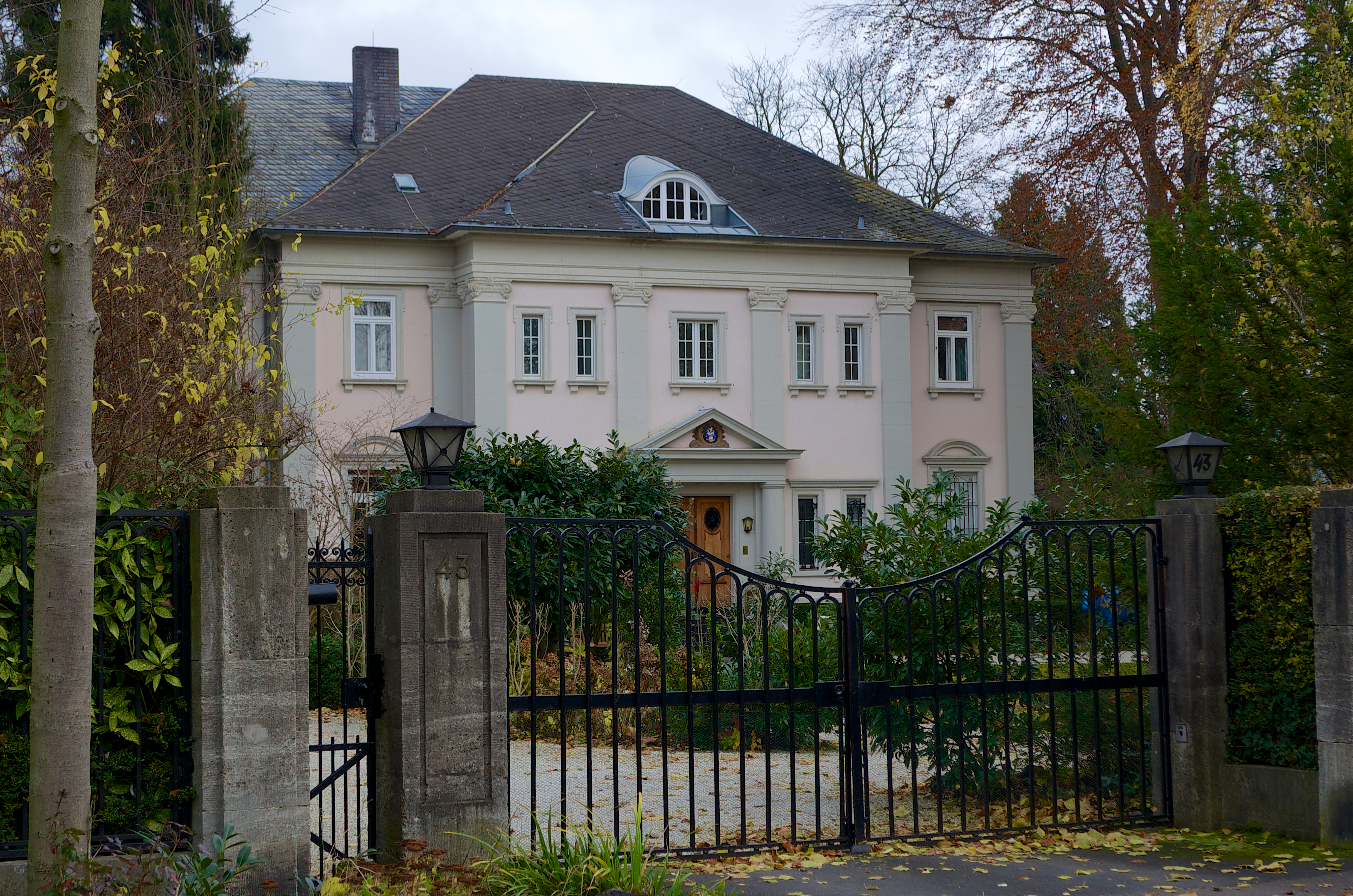
Villa Rolandstraße 43 (2012)

Das Gebäude Rolandstraße 43 ist eine Villa in Rüngsdorf, einem Ortsteil des Bonner Stadtbezirks Bad Godesberg, die 1921 errichtet wurde. Sie umfasst ein 1,1 Hektar großes Grundstück mit einer bis zur Rheinstraße oberhalb des Rheinufers hinabreichenden Parkanlage. Die Villa steht einschließlich der Parkanlage als Baudenkmal unter Denkmalschutz.

## Geschichte
Auf dem Grundstück der späteren Villa wurde bereits 1912 für den Königl. Ersten Staatsanwalt Carl Leggemann aus Münster nach Plänen des Godesberger Architekten Carl Metzmacher ein Gartenhaus mit Terrassenanlage erbaut. Die Villa entstand 1921 in Ergänzung des Gartenhauses als Landhaus für den Hüttendirektor Wilhelm Bögel nach einem Entwurf der Godesberger Architekten Christoph Brüggemann, der zuvor als Mitarbeiter im Architekturbüro von Willy Maß tätig war, und Gerhards. 1942 wurde die Villa zu Kleinwohnungen umgebaut.
Nachdem Bonn 1949 Regierungssitz der Bundesrepublik Deutschland geworden war, richtete die Republik Italien spätestens 1952 in der Villa die Residenz ihres Botschafters ein – die Botschaftskanzlei befand sich ebenfalls in Bad Godesberg (Karl-Finkelnburg-Straße 49–53) – und erwarb sie 1958 auch. 1959 wurde für die Botschaft anstelle von Garage und Gewächshaus ein Gästehaus gebaut und das einstige Gartenhaus zum Pförtner- bzw. Wachhäuschen umgenutzt.
Im Zuge der Verlegung des Regierungssitzes zog die italienische Botschaft 1999/2000 nach Berlin um, auch die bisherige Residenz wurde nach letzten Empfängen im Frühjahr 2000 aufgegeben. Die Villa konnte bereits bis Juli 2000 an einen Privatunternehmer aus Bonn verkauft werden.
Die Eintragung der Villa einschließlich des Gartenhauses von 1912 sowie des Parks mit der Terrassenanlage in die Denkmalliste der Stadt Bonn erfolgte am 14. April 2000. Die Nebengebäude von 1959 stehen nicht unter Denkmalschutz.

## Architektur
Die Villa ist ein zweigeschossiger, in klassizistischen Formen gehaltener Putzbau mit kunst- und naturschiefergedecktem Walmdach und ausgebautem Dachgeschoss. Sie umfasst an der Straßenfront fünf und an der Rheinfront sieben Achsen. Die mittlere Achse der Straßenfront ist als Mittelrisalit mit der über eine mehrstufige Treppe erreichbaren und von einem Säulenportikus gerahmten Eingangstür ausgebildet. Die Villa verfügt über eine Wohnfläche von etwa 600 m², das zugehörige Gästehaus 200 m² und das Wachhäuschen 100 m². Das Erdgeschoss beinhaltet (Stand: 2000) drei repräsentative Wohnräume, Bibliothek und eine große Küche, das erste Obergeschoss neben vier Schlafräumen auch ein privates Wohnzimmer und das Dachgeschoss war ursprünglich für das Hauspersonal vorgesehen. Erhalten haben sich der äußere Baukörper und im Gebäudeinneren der originale Grundriss sowie der Großteil der originalen Ausstattung.
Das Gartenhaus von 1912, nahe dem Haupteingang gelegen, ist ein teilunterkellerter, eingeschossiger und massiver Putzbau mit einem mit Naturschiefer gedecktem Dach auf annähernd quadratischem Grundriss. Es hatte von Beginn an den Charakter eines Pförtnerhauses. Die zur Villa gehörige, etwa 6.000 m² große Parkanlage liegt auf einem zum Rhein hin abfallenden Gelände und umfasst einen teilweise alten Baumbestand. Der Park bildet eine Einheit mit der Terrassenanlage, von der aus er über eine doppelläufige Treppe parallel zur Stützmauer zugänglich ist. Sowohl die Einfriedung des Parks als auch die Wegeführung im vorderen und rückwärtigen Teil des Grundstücks gehen auf die Bauzeit des Gartenhauses zurück.